# Prototrachea leucopicta
Prototrachea leucopicta är en fjärilsart som beskrevs av Sir George Hamilton Kenrick 1917. Prototrachea leucopicta ingår i släktet Prototrachea och familjen nattflyn. Inga underarter finns listade i Catalogue of Life.